# Analcidometra armata
Analcidometra armata är en sjöliljeart som först beskrevs av Pourtalès 1869.  Analcidometra armata ingår i släktet Analcidometra och familjen Colobometridae. Inga underarter finns listade i Catalogue of Life.